# Naoko Sakamoto (Leichtathletin)
Naoko Sakamoto (jap. 坂本 直子, Sakamoto Naoko; * 14. November 1980 in Nishinomiya) ist eine japanische Langstreckenläuferin, die sich auf den Marathon spezialisiert hat.
Beim Marathon der Leichtathletik-Weltmeisterschaften 2003 in Paris/Saint-Denis wurde sie Vierte, bei den Olympischen Sommerspielen 2004 in Athen in derselben Disziplin Siebte.
2003 stellte sie als Dritte beim Osaka Women’s Marathon mit 2:21:51 ihre persönliche Bestzeit auf, ein Jahr später gewann sie diesen Lauf in 2:25:29.
Nach einer Wettkampfpause von drei Jahren wurde sie beim Berlin-Marathon 2007 Fünfte.
Naoko Sakamoto hat bei einer Größe von 1,60 m ein Wettkampfgewicht von 44 kg.